# Федеральное правительство Австрии
Федеральное правительство Австрии (нем. Österreichische Bundesregierung) — коллективный орган, осуществляющий исполнительную власть в Австрийской Республике. 
Орган состоит из канцлера, являющегося главой правительства, вице-канцлера и старших министров. Президент и федеральное правительство совместно образуют исполнительную ветвь власти в Австрии.

## Формирование
После реформы австрийской Конституции 1929 года все члены федерального правительства напрямую назначаются президентом Австрии (согласно статье 70 Федерального закона о контрольно-надзорных органах, B-VG), который, тем не менее, должен добиваться согласия австрийского парламента (Национального совета), поскольку вотум недоверия немедленно приведёт к расформированию правительства. По сложившейся практике лидер политической партии, набравшей наибольшее число голосов на последних выборах, баллотируется в качестве кандидата в канцлеры; но в прошлом были и исключения. Кандидатуры министров проводятся через парламент по предложению канцлера, хотя президент страны имеет право отказать в одобрении тех или иных кандидатур. Аналогичным образом, президент может в любой момент уволить как канцлера, так и всё правительство целиком. Однако новое правительство должно быть сформировано партиями, которые контролируют парламент.

## Функционирование
Правительство созывается для регулярных заседаний. Когда оно официально созывается, правительство называют Совет министров (нем. Ministerrat), что эквивалентно термину «кабинет министров». Канцлер председательствует на заседаниях кабинета министров, в качестве первого среди равных, без права принятия самостоятельных решений — несмотря на его право вносить предложения президенту относительно назначения отдельных членов правительства. Кабинет министров принимает резолюции в присутствии по меньшей мере половины его членов и, в соответствии с решением Конституционного суда Австрии, единогласно — в частности, это относится к внесению законопроектов в Национальный совет страны. Каждый федеральный министр также несёт персональную ответственность за своё министерство — в этом ему могут оказывать помощь один или несколько государственных секретарей (младших министров), которые также участвуют в заседаниях кабинета. Государственные секретари не считаются членами правительства и не имеют права голоса на заседаниях кабинета министров.
Действующее правительство Австрии является крупным коалиционным правительством, сформированным левой социал-демократической партией Австрии (SPÖ) и правой Австрийской народной партией (ÖVP). Оно было назначено 18 мая 2016 года уходящим в отставку президентом Хайнцем Фишером (SPÖ) после отставки бывшего канцлера Вернера Файмана, связанной с «разочаровывающими» результатами его партии на президентских выборах в Австрии в 2016 году. Большинство министров сохранили свои портфели, однако некоторые всё же решили уйти в отставку или были заменены.

## История

### Первая республика
После распада Австро-Венгерской монархии временное национальное собрание Германской Австрии избрало 30 октября 1918 года Государственный совет, который сформировал правительство и назначил его главой социал-демократического политика Карла Реннера (в качестве главы Государственной канцелярии). Министерство Реннера состояло из представителей трёх основных политических партий — социал-демократов (SPÖ), Христианско-социальной партии (CS) и немецких националистов (GDVP) в соответствии с доктриной нем. Proporz. В качестве действующего исполнительного органа власти, временное правительство оставалось на своём посту до тех пор, пока 15 марта 1919 года Конституционное собрание Первой Австрийской Республики не избрало второй кабинет Реннера — коалиционное правительство из социал-демократических и социал-христианских министров.
Канцлер Реннер подписал Сен-Жерменский договор, после чего его кабинет ушёл в отставку. Переизбранный 17 октября 1919 года Конституционным Собранием, его третий кабинет был окончательно удалён от власти с распадом коалиции SPÖ-CS 7 июля 1920 года. На смену Реннеру пришёл христианско-социальный политик Михаэль Майр, который, в связи с началом действия конституции Австрии (10 ноября 1920 года) стала первым федеральным канцлером Австрии. Майр и его преемники занимали министерские посты при поддержке Христианско-социальная партии и партии немецких националистов — социал-демократы при этом оставались в оппозиции.
Начиная с 5 марта 1933 года канцлер Энгельберт Дольфус продолжал управлять страной, находясь в политическом противостоянии с парламентом. В ходе Гражданской войны в Австрии он ликвидировал оппозицию и 1 мая 1934 года осуществил переход к авторитарному Федеративному государству Австрии. Все партии в стране были запрещены, за исключением Отечественного фронта, поддерживающего австрофашистское правительство Дольфюса. 13 марта 1938 года федеральное правительство прекратило своё существование в связи с аншлюсом страны нацистской Германией.

### Вторая республика
27 апреля 1945 года временное австрийское правительство национального единства — вновь под председательством канцлера Карла Реннера — объявило аншлюс недействительным. Реннер подготовил выборы в Австрийский национальный совет, прошедшие 25 ноября. 20 декабря 1945 года конституция Австрии была официально восстановлена, а основатель партии ÖVP Леопольд Фигль сформировал первое послевоенное федеральное правительство в стране.